# 魏駒
魏駒（ぎ く、？ - 紀元前446年）は、魏桓子（ぎ かんし）ともいい、春秋戦国時代の晋の卿。 
魏駒は魏侈（魏襄子）の子として生まれた。魏侈が死去すると、魏駒が後を嗣いで魏氏の宗主となった。紀元前453年、魏駒は智瑶（智伯・智襄子）や韓虎（韓康子）らとともに趙無恤（趙襄子）を晋陽に包囲した。趙無恤の調略を受けて、魏駒は韓虎とともに智瑶を襲撃し、智瑶を敗死させた。智氏の領地を魏・趙・韓の3氏で分け取ると、魏氏の領地は拡大し、魏が諸侯へと飛躍する契機を作った。紀元前446年、魏駒は死去し、子の文侯が後を嗣いだ。